# Industrie- und Handelskammer Brandenburg an der Havel
Die Industrie- und Handelskammer Brandenburg an der Havel (IHK Brandenburg) (bis 1924: Handelskammer Brandenburg an der Havel) war eine Industrie- und Handelskammer mit Sitz in Brandenburg an der Havel. Sie ging in der Industrie- und Handelskammer zu Berlin auf.

## Geschichte

### Bildung
Am 13. Mai 1841 ersuchte der 7. Provinziallandtag der Mark Brandenburg den König um die Einrichtung einer Handelskammer nach dem Vorbild der Kammern in der Rheinprovinz. Die Initiative hatte keinen Erfolg. Erst Ende der 1880er Jahre wurden Planungen zur Einrichtung einer Handelskammer konkreter. 1889 lehnte das Regierungspräsidium eine Einrichtung ab. Der Brandenburger Großkaufmann Karl Blell formulierte am 16. Dezember 1890 eine öffentliche Denkschrift zur Gründung einer Kammer. Das Regierungspräsidium lehnte 1891 jedoch ab und favorisierte eine Handelskammer in Berlin für den gesamten Regierungsbezirk. 1897 wurde das Handelskammerngesetz geändert. Nun begann erneut die Diskussion über die Kammergründung. Hauptkonfliktpunkt war die Frage, ob eine gemeinsame Kammer in Potsdam oder zwei Kammern in Potsdam und Brandenburg sinnvoll wären. Am 23. April 1898 genehmigte das Ministerium die Bildung einer Handelskammer Brandenburg und einer Handelskammer Potsdam.

### Arbeit
Der Bezirk der Kammer umfasste die Stadt Brandenburg und die Kreise Westhavelland, Ostprignitz, Westprignitz, Zauch-Belzig und Ruppin. Die Anreise aus dem Kammerbezirk nach Brandenburg war beschwerlich. Daher fanden zunehmend die Sitzungen der Kammer in Berlin statt. Ab 1902 tagte man nur auf der ersten Sitzung im Jahr in Brandenburg, auf den weiteren in Berlin.
Aufgrund der geringen Größe des Kammerbezirks war die finanzielle Ausstattung der Kammer schlecht. 1900 versuchte man daher die Stadt Genthin und den Kreis Jerichow II vom Bezirk der Handelskammer Halberstadt in den der Brandenburger Kammer zu erreichen. Die Kaufleute der betreffenden Kreise unterstützen dies, jedoch fand das Vorhaben in der Kaufmannschaft der anderen Kreise im Bezirk der Handelskammer Halberstadt keine Unterstützung und wurde daher vom Ministerium abgelehnt. Das gleiche Ergebnis hatte der Versuch, Teile des Bezirks der Potsdamer Kammer zu erhalten.
Das zum 1. April 1924 erlassene Gesetz über die Industrie- und Handelskammern führte dazu, dass sich der Name der Kammer in Industrie- und Handelskammer Brandenburg an der Havel änderte.

### Auflösung
Die Weltwirtschaftskrise löste 1929 neue Diskussionen aus, ob die Struktur der IHKs im Großraum Berlin neu gefasst werden sollte. Sowohl die Abtrennung der ländlichen Berliner Außengebiete von der IHK Berlin und Angliederung an die Brandenburger Kammer als auch die Fusion beider Kammern waren diskutierte Modelle.
Nach der Machtergreifung der Nationalsozialisten wurde die Diskussion von oben entschieden. Am 16. Mai 1933 verfügte der neue preußische Minister für Wirtschaft und Arbeit die Zusammenlegung beider Kammern. Die bisherige Kammer in Brandenburg wurde zur Außenstelle der Berliner IHK.

## Das Kammergebäude
1899 wurden Räume in der Grabenstraße in Brandenburg angemietet. Später zog die Kammer in die Hauptstraße um. 1915 bezog man Räume im Frey-Has in der Ritterstraße 19.
1919/1920 erwarb die Kammer ein eigenes Haus in der Jacobstraße 7. Das Gebäude ist heute Außenstelle der IHK Potsdam.

## Publikationen
Die Kammer gab seit 1925 das Blatt „Wirtschaftliches Nachrichtenblatt – Mitteilungen der Industrie- und Handelskammer Brandenburg (Havel)“ heraus. Es löste die „Mitteilungen“ der Handelskammer ab.

## Präsidenten
- Karl Blell (1898–1914)
- Alfred Kummerlé (1914–1922)
- Emil Wiglow (1922–1925)
- Gottfried Krüger (1925–1930)
- Arthur Hennecke (1930–1933)